# 南あや
南 あや（みなみ あや、1993年8月31日 ）は、日本のAV女優。

## 略歴・人物
2015年2月、アイデアポケットの専属女優「香波りょう（かなみ りょう）」としてAVデビュー。「香波りょう」のプロフィールは、1993年8月31日生まれ、秋田県出身。所属事務所はロータス東京。5作品に出演し活動を休止。
2018年7月、マドンナの専属女優「南あや」として活動を再開。
90年代に活動していた同姓同名のAV女優が存在する。

## 出演作品

### アダルトDVD
2015年
- FIRST IMPRESSION 83 秋田で発掘 驚愕のエロスキル! 美白・美乳美女AVデビュー（2月1日、アイデアポケット）
- 見つめ合って感じ合うランジェリーエクスタシー（3月1日、アイデアポケット）
- タイトスカート女教師の誘惑授業（4月19日、アイデアポケット）
- 痴女RQの淫らな誘惑（5月19日、アイデアポケット）
- DIGITAL CHANNEL DC130（7月1日、アイデアポケット）
- 香波りょう THE BEST V 8時間（10月19日、アイデアポケット）※ベスト版

2018年
- 謎の現役モデル人妻 マドンナ独占出演!! 痙攣のち、絶頂のち、嵐の如く追撃性交。（7月25日、マドンナ）
- 週末金曜日の夜は気が緩む!? 「夫は飲み会ばかり･･･私だってハメを外したい」 今宵夫不在な仕事帰りの美人妻をお持ち帰り!（8月10日、ブリット）
- 人妻たちのケツ穴丸見え雑巾がけ競争!! 7（8月13日、はじめ企画）
- ノーパンで天然誘惑してくる息子の嫁（8月25日、マドンナ）
- 暴かれた新妻の情事 夫の上司と繰り返す浮気を義父に見つかり口封じの為義父の肉棒も咥え込む（9月6日、ヒビノ）
- 貞淑妻が夫に内緒でAV出演! イク事を我慢させられ、気が狂う程寸止めされた後の気持ちよすぎる大絶頂セックス!（9月6日、F&A）※「あや」名義
- 無理やり犯されたのに何度もイキまくり快楽で理性を失った人妻はマ○コの痙攣が治らず犯した相手を押さえ付け連続中出しSEX（9月7日、DOC）
- 清楚系ノースリーブ女子の腋 VOL.001 堂々とワキを見せ付けながらフェチズムにこだわっての濃密で濃厚な性行為（9月14日、BAZOOKA）
- 自宅に出張マッサージ師を呼んでこれでもかってくらいセックスした件（9月20日、F&A）
- 裏垢人妻のオフパコ日記（9月25日、h.m.p DORAMA）
- AVを大音量で観ていたら隣家の美人妻がクレームを言いにきたのでフル勃起したデカチンを見せつけると欲情していたので 留守番してる旦那に奥さんの絶頂ボイスを聞かせてあげた件（10月1日、変態紳士倶楽部）
- 子供が欲しい夫婦による最初から最後まで子作り映像 FILE.003 キャリアコンサル会社勤務 あやの(29歳)（10月5日、プレステージ）※「あやの」名義
- デリヘル呼んだら昔好きだった女の子が…!! 気まずい雰囲気で恥ずかしそうに素股プレイをしているとぐちょ濡れマ●コにヌルッと生挿入! そのまま生中出しできるのか!?（10月12日、S級素人）
- 人妻ナンパ自宅中出し×PRESTIGE PREMIUM 欲求不満な人妻4名 20（11月2日、プレステージ）※「百瀬」名義
- デリヘル呼んだら学生時代僕をイジメていた友達だった件について（11月2日、ONEZ）
- ファーストクラス絶品妻ナンパ 連続イカセFUCK 生中出し 6（11月10日、ホットエンターテイメント）※「サクラ」名義
- 見つめながらシコシコシコ 手コキ天使 恥ずかしいけどガン見しちゃうのが素人女子!!（11月10日、ホットエンターテイメント）
- 働く新卒社会人と性交。 VOL.009（11月23日、BAZOOKA）
- 隠撮主観 ささやき淫語と素股で優しく射精に導いてくれる美女たちに精子が枯れるまで絞り取られる。 2（12月1日、変態紳士倶楽部）
- ※欲求不満妻、お貸しします。 vol.01（12月28日、プレステージ）※「ゆりか」名義

2019年
- 地味でメガネな人妻さん すぐにイクイクが止まらない全身性感帯変態女 S級素人出演 Vol.001（1月11日、S級素人）